# Serie A 1955 (pallavolo maschile)
La Serie A maschile FIPAV 1955 fu la 10ª edizione del principale torneo pallavolistico italiano organizzato dalla FIPAV.
Il titolo fu conquistato dalla Minelli Modena.

## Classifica
| Pos. | Squadra                     | Pt | G  | V  | P  | SV | SP |
| ---- | --------------------------- | -- | -- | -- | -- | -- | -- |
| 1.   | Minelli Modena              | 24 | 14 | 12 | 2  | 40 | 20 |
| 2.   | Crocetta Villa d'Oro Modena | 18 | 14 | 9  | 5  | 33 | 25 |
| 3.   | CUS Parma                   | 18 | 14 | 9  | 5  | 33 | 26 |
| 4.   | Sestese Sesto Fiorentino    | 18 | 14 | 9  | 5  | 31 | 29 |
| 5.   | CRDA Trieste                | 12 | 14 | 6  | 8  | 28 | 31 |
| 6.   | Avia Pervia Modena          | 12 | 14 | 6  | 8  | 29 | 33 |
| 7.   | Multedo 1930 Genova         | 8  | 14 | 4  | 10 | 26 | 33 |
| 8.   | Torrione Brescia            | 2  | 14 | 1  | 13 | 18 | 41 |

| Campione d'Italia | Retrocesse in Serie B |

## Risultati

### Tabellone
|                    | Brescia | Genova | Modena AP | Modena Minelli | Modena Villa d'Oro | Parma | Sesto Fiorentino | Trieste |
| ------------------ | ------- | ------ | --------- | -------------- | ------------------ | ----- | ---------------- | ------- |
| Brescia            | XXX     | 1-3    | 1-3       | 1-3            | 2-3                | 2-3   | 1-3              | 1-3     |
| Genova             | 3-1     | XXX    | 2-3       | 1-3            | 0-3                | 2-3   | 2-3              | 3-0     |
| Modena AP          | 3-2     | 3-1    | XXX       | 1-3            | 3-1                | 1-3   | 2-3              | 3-2     |
| Modena Minelli     | 3-2     | 3-1    | 3-1       | XXX            | 3-1                | 3-1   | 3-1              | 3-1     |
| Modena Villa d'Oro | 3-0     | 1-3    | 3-2       | 1-3            | XXX                | 3-0   | 3-1              | 3-1     |
| Parma              | 3-1     | 3-1    | 3-1       | 2-3            | 2-3                | XXX   | 3-2              | 3-1     |
| Sesto Fiorentino   | 3-0     | 3-2    | 3-2       | 3-2            | 3-2                | 0-3   | XXX              | 0-3     |
| Trieste            | 2-3     | 3-2    | 3-1       | 3-2            | 2-3                | 3-1   | 1-3              | XXX     |